# Carl Böhmer
Carl Böhmer (* 6. November 1799 in Den Haag; † 20. Juli 1884 in Berlin) war ein deutscher Violinist, Komponist und Musikpädagoge.

## Leben und Werk
Carl Böhmer war der Sohn des Fagottisten Sebastian Böhmer. Er erhielt ab dem 7. Lebensjahr von seinem Vater eine musikalische Ausbildung. Später wurde er in Dresden von dem Violinisten Giovanni Battista Polledro (1781–1853) unterrichtet.
Ab Dezember 1817 wirkte Böhmer als Violinist bei der königlichen Kapelle in Berlin. Er wurde dort später Stimmführer der zweiten Violinen. Ab 1834 zog er sich aus dem öffentlichen Musikleben zurück. Er unterrichtete seit dieser Zeit Generalbass und Violine.
Carl Böhmer war Komponist von Bühnenwerken, Kirchenmusik, Liedern und vor allem von Instrumentalmusik. Er wirkte auch als Mitarbeiter der Neuen Berliner Musikzeitung.